# 青宮殿

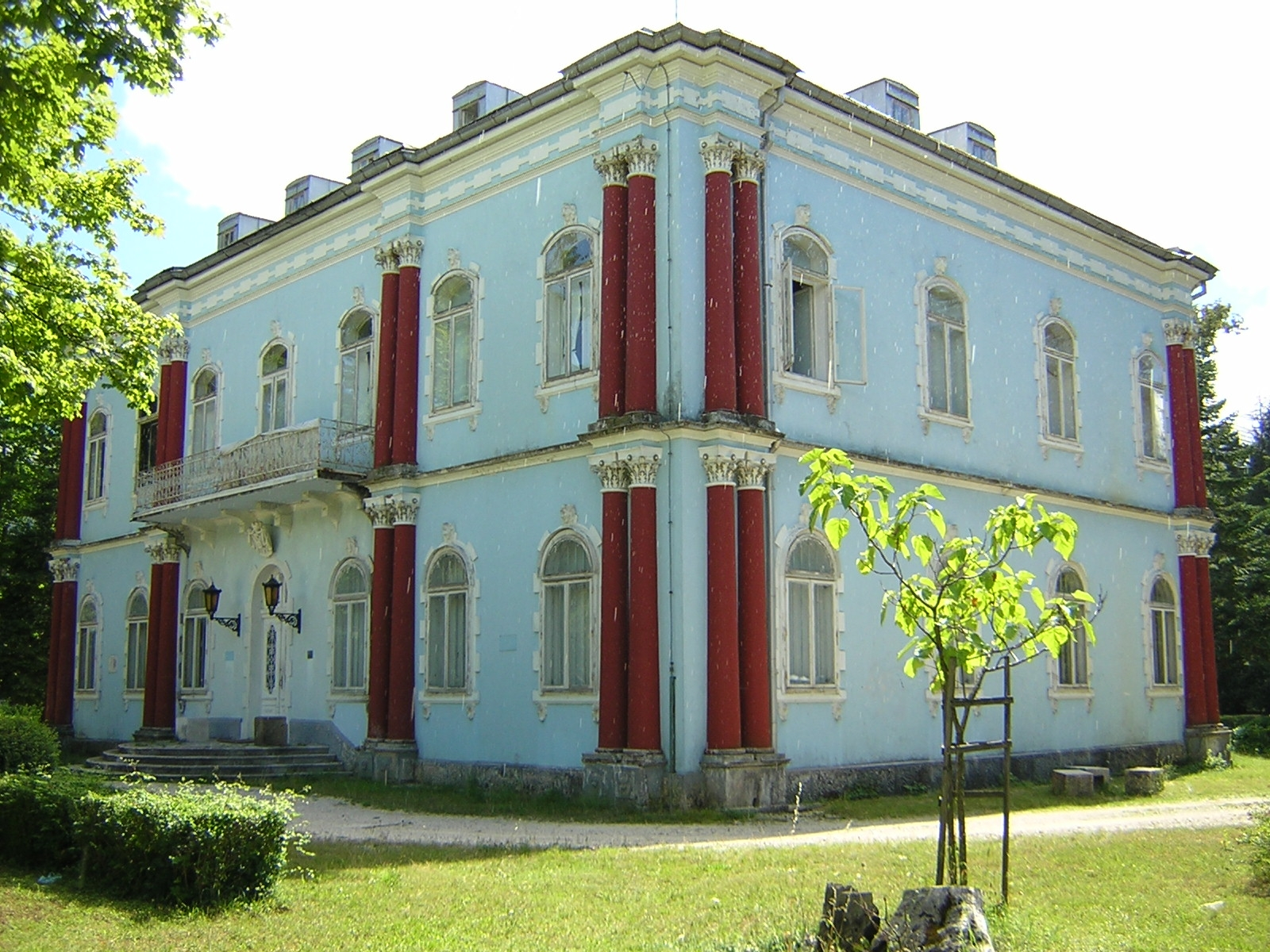
青宮殿

青宮殿（あおきゅうでん、モンテネグロ語: Плави дворац）とは、モンテネグロのツェティニェにある宮殿である。
モンテネグロ大統領の公邸として使われている。
1894年から1895年にかけて、当時モンテネグロの王位継承者であったダニロ皇太子の住居として後期帝政様式で建てられた。
この建物は、モンテネグロ全土のペトロヴィッチ＝ニェゴシュ王朝の王族のための建物のモデルとなった。